# Halle Open 2016
L'Halle Open 2016, conosciuto anche come Gerry Weber Open per motivi di sponsorizzazione, è un torneo di tennis che si gioca sull'erba. È la 24ª edizione del Halle Open, che fa parte della categoria ATP Tour 500 nell'ambito dell'ATP World Tour 2016. Si gioca al Gerry Weber Stadion di Halle, in Germania, dal 13 al 19 giugno 2016.

## Partecipanti

### Singolare

#### Testa di serie
| Nazionalità | Giocatore             | Ranking* | Testa di serie |
| ----------- | --------------------- | -------- | -------------- |
| Svizzera    | Roger Federer         | 3        | 1              |
| Giappone    | Kei Nishikori         | 6        | 2              |
| Austria     | Dominic Thiem         | 7        | 3              |
| Rep. Ceca   | Tomáš Berdych         | 8        | 4              |
| Belgio      | David Goffin          | 11       | 5              |
| Spagna      | David Ferrer          | 14       | 6              |
| Serbia      | Viktor Troicki        | 21       | 7              |
| Germania    | Philipp Kohlschreiber | 26       | 8              |

* Ranking al 6 giugno 2016

#### Altri partecipanti
I seguenti giocatori hanno ricevuto una wild card per il tabellone principale:
- Dustin Brown
- Taylor Fritz
- Jan-Lennard Struff
- Alexander Zverev

I seguenti giocatori sono entrati in tabellone con il ranking protetto:
- Brian Baker
- Florian Mayer

I seguenti giocatori sono passati dalle qualificazioni:

- Benjamin Becker
- Ernests Gulbis
- Serhij Stachovs'kyj
- Yūichi Sugita

### Doppio

#### Teste di serie
| Nazionalità | Giocatore      | Nazionalità | Giocatore      | Ranking* | Testa di Serie |
| ----------- | -------------- | ----------- | -------------- | -------- | -------------- |
| Stati Uniti | Bob Bryan      | Stati Uniti | Mike Bryan     | 9        | 1              |
| Polonia     | Łukasz Kubot   | Austria     | Alexander Peya | 37       | 2              |
| Sudafrica   | Raven Klaasen  | Stati Uniti | Rajeev Ram     | 45       | 3              |
| Finlandia   | Henri Kontinen | Australia   | John Peers     | 48       | 4              |

* Ranking al 6 giugno 2016.

### Altri partecipanti
Le seguenti coppie hanno ricevuto una wild card per il tabellone principale:
- Julian Knowle /  Florian Mayer
- Alexander Zverev /  Miša Zverev

La seguente coppia è passata dalle qualificazioni:

- Brian Baker /  Denis Istomin

## Campioni

### Singolare
Florian Mayer ha sconfitto in finale  Alexander Zverev con il punteggio di 6-2, 5-7, 6-3.
- È il secondo titolo in carriera per Mayer, primo della stagione.

### Doppio
Raven Klaasen /  Rajeev Ram hanno sconfitto in finale  Łukasz Kubot /  Alexander Peya con il punteggio di 7–6(5), 6-2.